# Дом-музей Ф. И. Шаляпина
Дом-музей Ф. И. Шаляпина — музей в Санкт-Петербурге в составе Санкт-Петербургского государственного музея театрального и музыкального искусства. Открыт 11 апреля 1975 г. в последней петербургской квартире певца на Аптекарском острове, в доме 2-Б по Пермской улице (ныне улица Графтио), где Ф. И. Шаляпин прожил с 1915 по 1922 г. и откуда он навсегда уехал за границу.

## Экспозиция
В экспозиции представлены личные вещи и предметы быта певца, его письма, фотографии, а также афиши, программы, театральные костюмы и эскизы декораций к спектаклям, в которых играл Шаляпин. В музее также находятся работы художников А. Головина, К. Коровина, А. Яковлева, изображающие Шаляпина в жизни и на сцене.
Частью экспозиции музея является знаменитый портрет Ф. И. Шаляпина кисти Бориса Кустодиева, который был передан Музею театрального и музыкального искусства в 1968 году дочерьми Фёдора Ивановича Марфой и Мариной.

## Реставрация
С 2023 года музей закрыт на ремонтные и реставрационные работы, о времени окончания которых на сайте музея приведены противоречивые сведения— 2024  или 2025 год.